# Amu-Darja
Amu-Darja je jedna od najduljih rijeka u srednjoj Aziji. Duga je 2540 km, a njeno porječje obuhvaća 534.7392. Rijeka nastaje sutokom rijeka Vahš i Panj, teče u pravcu zapad i sjeverozapad, sve do ulijevanja u Aralsko jezero. Jednim dijelom svoga toka čini prirodnu granicu Afganistana s Tadžikistanom, Uzbekistanom i Turkmenistanom.
Zbog natapanja kanala Karakum, rijeka zna i do 3 mjeseca presušiti do ušća, što čini velike ekološke štete jer dovodi do zaslanjivanja tla, izumiranja biljnog i životinjskog svijeta, te smanjivanja Aralskog jezera.

## Vanjske poveznice
|  | Zajednički poslužitelj ima još gradiva o temi Amu-Darja |